# Siphonalia
Siphonalia is een geslacht van weekdieren uit de klasse van de Gastropoda (slakken).

## Soorten
- Siphonalia aspersa Kuroda & Habe in Habe, 1961
- Siphonalia callizona Kuroda & Habe in Habe, 1961
- Siphonalia cassidariaeformis (Reeve, 1846)
- Siphonalia concinna A. Adams, 1863
- Siphonalia fuscolineata (Pease, 1860)
- Siphonalia fusoides (Reeve, 1846)
- Siphonalia hinnulus (A. Adams & Reeve, 1850)
- Siphonalia hirasei Kuroda & Habe in Habe, 1961
- Siphonalia kikaigashimana Hirase, 1908
- Siphonalia kuronoi T. C. Lan & Yoshihiro Goto, 2004
- Siphonalia longirostris Dunker, 1882
- Siphonalia marybethi Parth, 1996
- Siphonalia mikado Melvill, 1888
- Siphonalia modificata (Reeve, 1846)
- Siphonalia nigrobrunnea Lee & Chen, 2010
- Siphonalia pfefferi Sowerby I, 1900
- Siphonalia pseudobuccinum Melvill, 1888
- Siphonalia signum (Reeve, 1846)
- Siphonalia spadicea (Reeve, 1847)
- Siphonalia trochulus (Reeve, 1843)
- Siphonalia vanattai Pilsbry, 1905